# Wildwasserrennsport-Weltmeisterschaften 2006
Die 25. Kanu-Wildwasserrennsport-Weltmeisterschaften fanden vom 13. Juni bis 17. Juni 2006 im tschechischen Karlsbad auf der Teplá statt.
Gastgeber Tschechien errang Platz eins in der Medaillenwertung. Deutschland konnte die meisten Medaillen gewinnen. Frankreich war die stärkste Nation im Sprint, der erst zum dritten Mal bei Weltmeisterschaften ausgetragen wurde.

## Nationenwertung Gesamt
| Platz  | Land        | Gold | Silber | Bronze | Gesamt |
| ------ | ----------- | ---- | ------ | ------ | ------ |
| 1      | Tschechien  | 5    | 3      | 2      | 10     |
| 2      | Deutschland | 3    | 4      | 4      | 11     |
| 3      | Frankreich  | 2    | 4      | 3      | 9      |
| 4      | Kroatien    | 1    | –      | 1      | 2      |
| 5      | Slowakei    | 1    | –      | –      | 1      |
| 6      | Italien     | –    | 1      | 1      | 2      |
| 7      | Schweiz     | –    | –      | 1      | 1      |
| Gesamt | Gesamt      | 12   | 12     | 12     | 36     |

Im Einzelnen wurden folgende Ergebnisse erzielt.

## Classic
Die Classic-Wettbewerbe fanden am 14. (Einzel) und 17. Juni (Team) statt.

### Nationenwertung Classic
| Platz  | Land        | Gold | Silber | Bronze | Gesamt |
| ------ | ----------- | ---- | ------ | ------ | ------ |
| 1      | Tschechien  | 4    | 2      | 1      | 7      |
| 2      | Deutschland | 2    | 4      | 3      | 9      |
| 3      | Kroatien    | 1    | –      | 1      | 2      |
| 4      | Slowakei    | 1    | –      | –      | 1      |
| 5      | Italien     | –    | 1      | 1      | 2      |
|        | Frankreich  | –    | 1      | 1      | 2      |
| 7      | Schweiz     | –    | –      | 1      | 1      |
| Gesamt | Gesamt      | 8    | 8      | 8      | 24     |

## Einzelwettbewerbe

### Einer-Kajak Männer
| Platz | Sportler                  | Land        | Zeit          |
| ----- | ------------------------- | ----------- | ------------- |
| 1     | Kamil Mruzek              | Tschechien  | 19:20,55 Min. |
| 2     | Max Hoff (Köln)           | Deutschland | 19:23,37 Min. |
| 3     | Tomáš Slovák              | Tschechien  | 19:3,59 Min.  |
| –     | –                         | –           | –             |
| 9     | Gernot Willscheid (Köln)  | Deutschland | 20:00,12 Min. |
| 11    | Sebastian Verhoef (Köln)  | Deutschland | 20:01,95 Min. |
| 13    | Florian Wohlers (Hamburg) | Deutschland | 20:03,64 Min. |

### Einer-Kajak Frauen
| Platz | Sportler                        | Land        | Zeit          |
| ----- | ------------------------------- | ----------- | ------------- |
| 1     | Michala Mrůzková                | Tschechien  | 20:50,75 Min. |
| 2     | Alexandra Heidrich (Düsseldorf) | Deutschland | 21:11,81 Min. |
| 3     | Sabine Eichenberger             | Schweiz     | 21:31,62 Min. |
| –     | –                               | –           | –             |
| 11    | Alke Overbeck (Braunschweig)    | Deutschland | 22:15,61 Min. |
| 13    | Manuela Stöberl (Rosenheim)     | Deutschland | 22:33,89 Min. |
| –     | Sabine Füßer (Siegburg)         | Deutschland | DNS           |

### Einer-Canadier Männer
| Platz | Sportler                    | Land        | Zeit          |
| ----- | --------------------------- | ----------- | ------------- |
| 1     | Emil Milihram               | Kroatien    | 21:55,96 Min. |
| 2     | Stephan Stiefenhöfer (Köln) | Deutschland | 22:06,25 Min. |
| 3     | Vladi Panato                | Italien     | 22:13,77 Min. |
| –     | –                           | –           | –             |
| 5     | Normen Weber (Brühl)        | Deutschland | 22:22,15 Min. |
| –     | Julian Rohn (Braunschweig)  | Deutschland | DNF           |

### Zweier-Canadier Männer
| Platz | Sportler                                     | Land        | Zeit          |
| ----- | -------------------------------------------- | ----------- | ------------- |
| 1     | Ulrich Andrée / Patrick Driesch (Düsseldorf) | Deutschland | 21:41,47 Min. |
| 2     | David Lisický / Jan Vlcek                    | Tschechien  | 21:55,60 Min. |
| 3     | Tobias Trzoska / Jannik Göbel (Bonn)         | Deutschland | 22:02,15 Min. |
| –     | –                                            | –           | –             |
| 8     | Lutz Fahlbusch / Ulrich Fahlbusch (Kassel)   | Deutschland | 22:42,71 Min. |
| 9     | Nils Knippling / Maik Schmitz (Siegburg)     | Deutschland | 22:43,83 Min. |

### Nationenwertung Classic-Einzel
| Platz  | Land        | Gold | Silber | Bronze | Gesamt |
| ------ | ----------- | ---- | ------ | ------ | ------ |
| 1      | Tschechien  | 2    | 1      | 1      | 4      |
| 2      | Deutschland | 1    | 3      | 1      | 5      |
| 3      | Kroatien    | 1    | –      | –      | 1      |
| 4      | Schweiz     | –    | –      | 1      | 1      |
|        | Italien     | –    | –      | 1      | 1      |
| Gesamt | Gesamt      | 4    | 4      | 4      | 12     |

## Teamwettbewerbe

### Kajak-Einer Männer
| Platz | Land        | Sportler                                               | Zeit          |
| ----- | ----------- | ------------------------------------------------------ | ------------- |
| 1     | Tschechien  | Kamil Mruzek / Ales Marek / Tomáš Slovák               | 19:47,77 Min. |
| 2     | Italien     | Maximilian Benassi / Francesco Arenare / Carlo Mercati | 20:05,18 Min. |
| 3     | Deutschland | Max Hoff / Gernot Willscheid / Sebastian Verhoef       | 20:06,71 Min. |

### Kajak-Einer Frauen
| Platz | Land        | Sportler                                               | Zeit          |
| ----- | ----------- | ------------------------------------------------------ | ------------- |
| 1     | Tschechien  | Michala Mrůzková / Kateřina Vacíková / Lenka Lagnerova | 21:44,94 Min. |
| 2     | Deutschland | Alexandra Heidrich / Sabine Füßer / Alke Overbeck      | 21:57,30 Min. |
| 3     | Frankreich  | Helgard Marzolf / Laetitia Parage / Nathalie Gastineau | 22:10,48 Min. |

### Einer-Canadier Männer
| Platz | Land        | Sportler                                          | Zeit          |
| ----- | ----------- | ------------------------------------------------- | ------------- |
| 1     | Deutschland | Stephan Stiefenhöfer / Normen Weber / Julian Rohn | 22:29,32 Min. |
| 2     | Tschechien  | Marek Rygel / Lukas Uncajtik / Jan Neset          | 22:34,53 Min. |
| 3     | Kroatien    | Emil Milihram / Tomislav Lepan / Igor Gojic       | 22:37,97 Min. |

### Zweier-Canadier Männer
| Platz | Land        | Sportler                                                                                      | Zeit          |
| ----- | ----------- | --------------------------------------------------------------------------------------------- | ------------- |
| 1     | Slowakei    | Jan Sutek/Stefan Grega / Jaroslav Slucic/Vladimir Vala / Lubos Soska/Peter Soska              | 22:35,60 Min. |
| 2     | Frankreich  | Cyril Leblond/David Silotto / Olivier Pourteyron/Pascal Reyes / Frederic Momot/Michael Didier | 22:39,51 Min. |
| 3     | Deutschland | Uli Andrée/Patrick Driesch / Lutz Fahlbusch/Ulrich Fahlbusch / Tobias Trzoska/Jannik Göbel    | 22:43,70 Min. |

### Nationenwertung Classic-Mannschaft
| Platz  | Land        | Gold | Silber | Bronze | Gesamt |
| ------ | ----------- | ---- | ------ | ------ | ------ |
| 1      | Tschechien  | 2    | 1      | –      | 3      |
| 2      | Deutschland | 1    | 1      | 2      | 4      |
| 3      | Slowakei    | 1    | –      | –      | 1      |
| 4      | Frankreich  | –    | 1      | 1      | 2      |
| 5      | Italien     | –    | 1      | –      | 1      |
| 6      | Kroatien    | –    | –      | 1      | 1      |
| Gesamt | Gesamt      | 4    | 4      | 4      | 12     |

## Sprint

### Nationenwertung Sprint
| Platz  | Land        | Gold | Silber | Bronze | Gesamt |
| ------ | ----------- | ---- | ------ | ------ | ------ |
| 1      | Frankreich  | 2    | 3      | 2      | 7      |
| 2      | Tschechien  | 1    | 1      | 1      | 3      |
| 3      | Deutschland | 1    | –      | 1      | 2      |
| Gesamt | Gesamt      | 4    | 4      | 4      | 12     |

## Einzelwettbewerbe

### Einer-Kajak Männer
| Platz | Land                          | Sportler    | Zeit         |
| ----- | ----------------------------- | ----------- | ------------ |
| 1     | Max Hoff                      | Deutschland | 3:32,72 Min. |
| 2     | Arnaud Hybois                 | Frankreich  | 3:34,10 Min. |
| 3     | Tomáš Slovák                  | Tschechien  | 3:34,71 Min. |
| –     | –                             | –           | –            |
| 6     | Florian Wohlers (Hamburg)     | Deutschland | 3:37,62 Min. |
| 9     | Sebastian Verhoef (Köln)      | Deutschland | 3:39,23 Min. |
| 11    | Achim Overbeck (Braunschweig) | Deutschland | 3:40,24 Min. |

### Einer-Kajak Frauen
| Platz | Land                            | Sportler    | Zeit         |
| ----- | ------------------------------- | ----------- | ------------ |
| 1     | Michala Mrůzková                | Tschechien  | 3:53,41 Min. |
| 2     | Nathalie Gastineau              | Frankreich  | 4:02,59 Min. |
| 3     | Helga Marzolf                   | Frankreich  | 4:03,19 Min. |
| –     | –                               | –           | –            |
| 5     | Sabine Füßer (Siegburg)         | Deutschland | 4:03,51 Min. |
| 6     | Alexandra Heidrich (Düsseldorf) | Deutschland | 4:04,02 Min. |
| 10    | Alke Overbeck (Braunschweig)    | Deutschland | 3:08,59 Min. |
| 16    | Manuela Stöberl (Rosenheim)     | Deutschland | 4:17,09 Min. |

### Einer-Canadier Männer
| Platz | Land                        | Sportler    | Zeit         |
| ----- | --------------------------- | ----------- | ------------ |
| 1     | Guillaume Alzingre          | Frankreich  | 4:04,14 Min. |
| 2     | Stéphane Santamaria         | Frankreich  | 4:04,99 Min. |
| 3     | Stephan Stiefenhöfer (Köln) | Deutschland | 4:05,04 Min. |
| –     | –                           | –           | –            |
| 9     | Normen Weber (Brühl)        | Deutschland | 4:13,57 Min. |
| 16    | Julian Rohn (Braunschweig)  | Deutschland | 4:16,03 Min. |

### Zweier-Canadier Männer
| Platz | Land                            | Sportler    | Zeit         |
| ----- | ------------------------------- | ----------- | ------------ |
| 1     | David Silotto / Cyril LeBlond   | Frankreich  | 3:55,49 Min. |
| 2     | David Lisický / Jan Vlcek       | Tschechien  | 3:58,96 Min. |
| 3     | Michael Didier / Frederic Momot | Frankreich  | 4:00,53 Min. |
| –     | –                               | –           | –            |
| 6     | Tobias Trzoska / Jannik Göbel   | Deutschland | 4:03,36 Min. |
| 7     | Ulrich Andree / Patrick Driesch | Deutschland | 4:05,01 Min. |
| 10    | Nils Knippling / Maik Schmitz   | Deutschland | 4:06,25 Min. |

### Nationenwertung Sprint-Einzel
| Platz  | Land        | Gold | Silber | Bronze | Gesamt |
| ------ | ----------- | ---- | ------ | ------ | ------ |
| 1      | Frankreich  | 2    | 3      | 2      | 7      |
| 2      | Tschechien  | 1    | 1      | 1      | 3      |
| 3      | Deutschland | 1    | –      | 1      | 2      |
| Gesamt | Gesamt      | 4    | 4      | 4      | 12     |